# جمهوری مهاباد
جمهوری مهاباد (به کردی: کۆماری مه‌هاباد، کۆماری کوردستان) یا جمهوری کُردستان نام سیاسی یک حکومت دست‌نشانده توسط شوروی در شمال غربی ایران بود که سه‌شنبه، ۲ بهمن ۱۳۲۴ (برابر با ۲۲ ژانویه ۱۹۴۶) به فرمان رهبر اتحاد جماهیر شوروی، ژوزف استالین تشکیل شد و کمتر از یک سال و تا پایان اشغالِ شمال‌غرب ایران توسط ارتش شوروی، یعنی تا ۲۴ آذر ۱۳۲۵ برپا بود. وسعت این جمهوری تنها به چند شهر نزدیک مهاباد از جمله شهرهای نقده، بوکان، پیرانشهر، اشنویه، سردشت و بخش‌های شمالی نزدیک به شهر سقز منتهی می‌شد؛ به‌همین دلیل بیشتر این حکومت «جمهوری مهاباد» خوانده می‌شود. البته در نقشه‌های قدیمی مربوط به محدوده این جمهوری، شهرهای ماکو و بخشی از شهرستان‌های میاندوآب، ارومیه، سلماس، خوی، چالدران و ماکو نیز در محدوده این جمهوری نشان داده‌شده‌اند.
مرکز این جمهوری در شهر مهاباد و رهبر این حکومت قاضی محمد بود.هدف انجمن سری که در مهاباد فعالیت می‌کرد، تشکیل «کردستان بزرگ» بود. سرود ای رقیب برای اولین بار توسط این حکومت به عنوان سرود ملی آن اعلام شد. ای رقیب توسط یونس رئوف (دلدار) سروده شده است.
برخی احزاب، سازمان‌ها و جریان‌های ملی‌گرایی ادعا دارند که نام این حکومت دست‌نشانده، جمهوری کردستان بوده است که مورخان غربی این ادعا را به‌رسمیت نمی‌شناسند. همچنین استفاده از واژه کُردستان (که دربرگیرنده همه مناطق کُردنشین با وسعت جغرافیایی بزرگی است) برای این حکومت با واقعیت‌های تاریخی آن زمان هم‌خوانی ندارد. این جمهوری در شهرهای اطراف خودش هم به‌طور کامل قدرت و تسلط نداشته است. به عنوان نمونه در شهر بوکان، کُردهای زیادی مخالف آن بودن و این جمهوری را دست نشانده شوروی می‌دانستند. چندی نگذشت کُردهای همین منطقه با سرتیپ حاجعلی رزم‌آرا فرمانده نیروهای ایران در کُردستان تماس گرفتند.
برخی از کُردها معتقدند که جمهوری مهاباد با هدف جدایی‌خواهی نبوده و در «چارچوب کشور ایران» تشکیل شده بود، اما با توجه به اسناد تاریخی موجود، هیچ‌گاه پرچم ایران در کنار پرچم حزبی و خودمختاری و ملی این جمهوری قرار نداشت بلکه هدف، تشکیل یک کشور مستقل به نام «کردستان» بود.
اسناد منتشر شده نشان می‌دهد که تشکیل و نابودی این جمهوری در ارتباط با بحران ایران و شوروی بوده است. عدم موافقت با اعطای امتیاز نفت به شوروی باعث شد که این کشور در بالاترین سطحِ تصمیم‌گیری، برای فشار به ایران، به‌فکر حمایت از جنبش‌های استقلال‌طلب در شمال و شمال غربی ایران باشد. پیامد این سیاست، ابتدا تشکیل حکومت خودمختار آذربایجان و سپس جمهوری مهاباد شوروی بود. هر دو حکومت از حمایت شوروی برخوردار بودند. به‌علاوه، نیروهای شوروی از ورود نیروهای دولتی ایران به آذربایجان و کردستان جلوگیری می‌کردند. در نهایت زیر فشارهای بین‌المللی و پس از قرارداد قوام-سادچیکف و وعدهٔ گرفتن امتیازات نفتی از ایران، ارتش شوروی از مناطق اشغال شده خارج شد و حکومت‌های خودمختار آذربایجان و جمهوری مهاباد سقوط کردند.
بنا به گزارش‌های کنسولگری آمریکا در تبریز و وزارت کشور، در سال ۱۳۲۵ شمسی، ارتش شاهنشاهی ایران در بوکان و روستای حمامیان مستقر شد و با حمایت عشایر بوکان (دهبکری و منگور) توانست جمهوری مهاباد را برچیده و تمامیت ارضی ایران را حفظ کند.

## پیش زمینه
به موجب اشغال ایران توسط متفقین در اواخر اوت ۱۹۴۱، اتحاد جماهیر شوروی بخش‌هایی از شمال ایران را اشغال کرد. در غیاب دولت مرکزی، اتحاد جماهیر شوروی سعی در پیوستن شمال غربی ایران به کشور خودش را داشت و ملی‌گرایی را در مناطق شمال ایران تبلیغ می‌کرد. بر اساس اسنادِ محرمانه که پس از سقوط اتحادیه جماهیر شوروی منتشر شدند، یکی از مهم‌ترین اسناد حزب کمونیست شوروی با برچسب 'فوق‌العاده سرّی' در روز ششم ژوئیه ۱۹۴۵ میلادی، پانزدهم تیر سال ۱۳۲۴ خورشیدی، در کمیته مرکزی این حزب برای ایجاد جنبش‌های تجزیه طلبانه در آذربایجان ایران و جنوب خزر تصویب شد.
همه این اسناد امضای استالین را داشت و او مستقیماً در این موضوع نقش داشت. در یکی از بندهای این سند که به کُردها اختصاص یافته ذکر شده است که: «فعالیت مناسب بین کُردهای شمال ایران برای جلب آنان به جنبش جدایی‌طلبانه و ایجاد یک ولایت خودمختار ملی کُرد زیر سایه سوسیالیسم شوروی انجام شود.»

تصویر صفحهٔ اول از متن اصلی فرمان استالین (زبان روسی) به میرجعفر باقرف برای ایجاد جنبش‌های تجزیه طلبانه در آذربایجان و در میان مردمِ کُردِ شمال ایران.

قاضی محمد و برخی دیگر از چهره‌های مهم کُرد، در نوامبر ۱۳۲۰، به باکو دعوت شده بودند و از آنها خواسته شده بود که نگاهی، به‌ویژه در مناطقی که در اشغال نبوده، به سوی شوروی داشته باشند و نه انگلیس. در این زمان، جمعیت احیای کُرد به عنوان یک گروه ملی‌گرا و چپ‌گرای کُرد که در سال ۱۳۲۱ و پس از اشغالِ بخش‌هایی از ایران شکل گرفته بود، به مذاکراتی با اشغال کنندگان اهلِ شوروی برای ایجاد یک جمهوری کُردی تحت حمایتِ شوروی و خارج از کنترل ایران انجام دادند. قاضی محمد به عنوان شخصیت مطرح در این جریان تبدیل شد که مورد اقبال کامل اتحادیه جماهیر شوروی بود. در واقع، نگرانی شوروی در مهارسازی «جمعیت احیای کُرد»، با انتخاب گزینه مورد نظرش، یعنی قاضی محمد، کاهش یافت.
اعلام استقلال
در سپتامبر ۱۹۴۵ قاضی محمد و عده‌ای دیگر از شخصیت‌های مهم به تبریز برای ملاقات کنسولگر شوروی دعوت شدند و سپس به باکو فرستاده شدند و با میرجعفر باقرف، نخست‌وزیر جمهوری آذربایجان شوروی دیدار کردند. باقرف با توضیح اهمیت حزب دموکرات آذربایجان و جایگزینی آن با حزب توده، تأکید می‌کند که کُردها نیز برای به‌دست آوردن آزادی باید همین کار را انجام دهند. او همچنین به آنها می‌گوید که جمعیت احیای کُرد (کومله) ساخته و ابزار امپریالیسم است. آنها نیز به ایجاد یک حزب دموکراتیک ترغیب می‌شوند. نیروهای دعوت شده نیز خواهان کشوری کُرد بودند و امیدوار بودند اتحاد شوروی از کمک مالی و تسلیحاتی بدانها دریغ نورزد. در بازگشت از این سفر انحلال جمعیت احیای کُرد انجام شد و بیانیه‌ای با امضای قاضی محمد و ۱۰۵ تن از سرشناسان کرد انتشار یافت. در این بیانیه تأسیس حزب دموکرات کردستان اعلام و هدف‌های حزب برشمرده شد. بدین طریق در روز دوم آبان ماه سال ۱۳۲۴ برابر با ۱۹۴۵ میلادی، کنگره اول حزب دموکرات کردستان منعقد شد.
تنها ۱۵۹ روز بعد از تأسیس یعنی روز دوم بهمن ماه ۱۳۲۴ (برابر با ۲۲ ژانویه ۱۹۴۶)، این حزب با استفاده از شرایط مناسب آن زمان (اشغال ایران توسط متفقین) و با حمایت و رهبری دولت سوسیالیستی شوروی در بخشی از آذربایجان ایران (که در اشغال شوروی بود) جمهوری خودمختار مَهاباد شوروی را تشکیل داد.
تشکیل دولت
در ۲۲ ژانویه ۱۹۴۶، مجلسِ حکومت استقلال یافتهٔ مهاباد با ۱۳ عضو برگزار شد. محمد قاضی به عنوان رئیس‌جمهور تبدیل شد و وزیر جنگ محمدحسین خان صدر قاضی پسر عموی قاضی محمد و وزیر کشور نیز ابوالقاسم سیف قاضی برادر کوچک‌تر قاضی محمد بودند؛ که هر کدام دارای تحصیلات عالی در روسیه و مسلط بر زبان‌های ترکی و روسی و فارسی بودند. سپس مصطفی بارزانی نیز به عنوان ژنرال ارتش با پیش‌مرگ‌های خود به جمهوری مهاباد پیوست. از سویی قاضی محمد سعی می‌کرد با سران ایل‌ها و کردهای دارای قدرت در سایر شهرها خصوصاً بوکان نیز در ارتباط باشد و آن‌ها را در این جمهوری سهیم کند. حاجی باباشیخ که به عنوان نخست‌وزیر جمهوری مهاباد گماشته شده بود هیچ نزدیکی خاصی با قاضی محمد نداشت و چنین استنباط می‌شد که برای خنثی کردن اعمال و کردار خانواده ایلخانی زاده‌ها در بوکان به مقام صدارت اعظمی رسیده است.

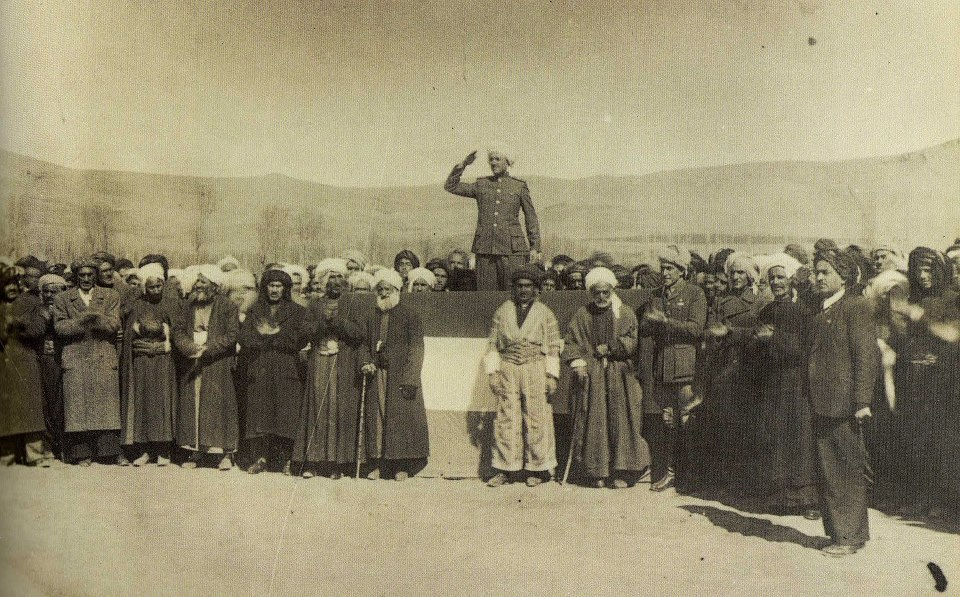
اعلام رسمی جمهوری مهاباد توسط قاضی محمد با لباس نظامی

حاجی باباشیخ رفتار بسیار خوبی میان مردم بوکان و منطقه داشت و از دوستان وفادار رضاشاه نیز محسوب می‌شد. با این حال باباشیخ هرگز فرد قدرتمندی در جمهوری مهاباد شوروی نبود. نیروهای نظامی کُرد توسط صلاح الدین کاظیموف افسر نظامی زازا شوروی سازماندهی می‌شدند. برخی نیز برای آموزش نظامی به آذربایجانِ شوروی فرستاده می‌شدند.
قاضی محمد از ملامصطفی بارزانی که تقریباً ده‌هزار نفر بارزانی شامل سه‌هزار جنگجو و دو هزار خانوار به همراه داشت، دعوت نمود تا به ایران بیاید. این عده در اطراف اشنویه و پیرانشهر و مهاباد و تکاب و چند جای دیگر به‌طور پراکنده ساکن شدند.
در میانه زمستان سرد سال ۱۳۲۴ این جمهوری خودمختار، در شهری کار خودش را شروع کرد که به سختی می‌توانست ادعایی برای مرکزیت کردستان ایران داشته باشد، چه رسد به پایتختی کردستان بزرگ. در همان زمان که این «جمهوری» کارش را آغاز کرد، بخش اصلی مناطق کردنشین ایران، کماکان به عنوان استان پنجم ایران محسوب می‌شدند و هر سه شهر بزرگ کردنشین سنندج، ایلام و کرمانشاه نیز در این استان قرار داشتند.

## پرچم و نشان جمهوری
هنگام تشکیل جمهوری مهاباد دو پرچم پیشنهاد شد که اولین طرح پرچم با درخواست قاضی محمد و پیشنهاد مصطفی بارزانی توسط فاطمه اسد شاهین طراحی شد. دومین طرح پرچم بعدها فاطمه سید مناف حسینی با پیشنهاد میرزا کریم احمدین (وزیر پست و تلگراف دولت مهاباد) طرح دوم پرچم این جمهوری ارائه شد. به قاضی محمد انجام شد.

اولین پرچم مهاباد طرح فاطمه اسد شاهین[۵۶]
دومین پرچم مهاباد طرح فاطمه سید مناف حسینی[۵۷]

ملا مصطفی بارزانی از فاطمه اسد شاهین خواسته بود پرچم مورد نظر قاضی محمد را طراحی کند که مطابق نظر قاضی محمد این پرچم دوخته شد و به خاطر علاقه شدید قاضی محمد به این طرح، پرچم در اعلام استقلال حکومت مهاباد و بعد در بلندترین مکان در مهاباد برافراشته شد. بعد از آن، به پیشنهاد میرزا کریم احمدین پرچم سیاسی بر اساس طرح اول طراحی شد که نشان دهندهٔ حاکمیت و رهبری سوسیالیسم شوروی بر مهاباد باشد. طرح دوم همانند طرح اول بود که گل، گندم و روبان پارچه‌ای سرخ (نشان طبقه پرولتاریا) به آن اضافه شد.
پس از سرکوب جمهوری مهاباد، قاضی محمد پرچم اول را به ملا مصطفی بارزانی می‌دهد و در مهاباد می‌ماند و توسط ارتش شاهنشاهی ایران اعدام می‌شود و سال‌ها سال بعد ملا مصطفی بارزانی و فرزندان‌اش و حزب دموکرات کردستان (عراق) به یاد جمهوری مهاباد، پرچم را مطابق با آن طراحی کردند که در عراق توسط حکومت اقلیم کردستان به عنوان پرچم ملی کردستان قرار داده‌اند اما توسط دولت عراق به عنوان پرچم اقلیمی شناخته شده است.

## اقدامات و وضعیت جمهوری در منطقه

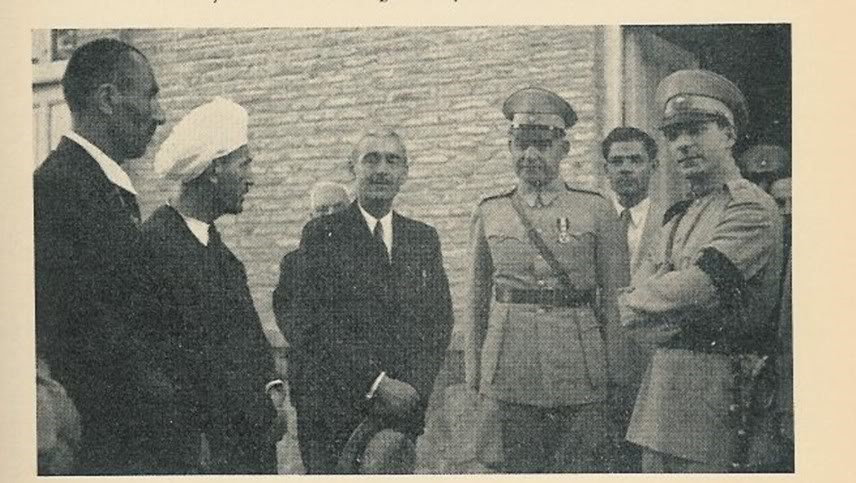
قاضی محمد، ابوالقاسم صدر قاضی و محمدرضا پهلوی (۱۳۲۵)

قاضی محمد سعی داشت از دخالت‌های دولت در اوضاع آذربایجان به‌ویژه اوضاع کُردها جلوگیری کند. هنگامی که دولت ایران در سال ۱۳۲۲ علی‌آقا ایلخانی‌زاده معروف به امیراسعد دهبُکری را به فرمانداری مهاباد منصوب کرد، قاضی محمد به شدت به این انتصاب اعتراض کرد و بلافاصله به تهران رفت و پس از ملاقات با شاه، امیراسعد برکنار و عمو زاده قاضی محمد به فرمانداری مهاباد رسید.
در انتخاب ریاست چهار طایفه از عشیره منگور از سوی دولت، قاضی محمد دخالت کرد و مخالفان این انتصاب‌ها را بر علیه دولت مرکزی تحریک می‌کرد. استاندار آذربایجان غربی در گزارشی به وزارت کشور این مسئله را این چنین توضیح می‌دهد:
قاضی محمد منبع تمام اغتشاش و بی نظمی در مهاباد است و شاکیان را وادار و ترغیب کرده است که از استانداری مرکزی اظهار نارضایتی نمایند.
دفاع صدر قاضی از محمد رشید که در منطقه مسئول غارت و تجاوز به اموال مردم و نابودی مزارع و آبادی‌های منطقه بود انعکاس ناخوشایندی در منطقه به جای گذاشت. اهالی تیلکو سقز که نگران قدرت یافتن محمد رشید به خاطر حمایت صدر قاضی از او بودند در تلگرافی در تاریخ ۱۶ اردیبهشت ۱۳۲۳ خطاب به مجلس شورای ملی، نخست‌وزیر، وزیر جنگ، وزارت کشور و ستاد ارتش و نیز روزنامه‌های اطلاعات، کیهان، نهضت ملی، یزدان و همچنین تعدادی از نمایندگان از جمله دکتر محمد مصدق، فرج‌الله آصف و تعداد دیگری چنین آمده است:
صدر قاضی هیچ گونه سمتی از طرف ما ندارد و ما مردم تیلکو که به شهادت سوابق و مال خود را در راه نیات دولت فدا کرده و می‌کنیم از اظهارات این مرد هرج و مرج طلب متنفریم. تمام مقصود و منظور این شخص تقویت اشرار و ضعیف کردن نیروی دولت است.

این‌ها می‌خواهند عملاً به مردم حالی کنند که شرارت و طغیان بهتر از اطاعت و فرمانبرداری است و دولت از کسی طرفداری می‌کند که شرور و دزد و مردم آزار باشد. اگر مجلس و دولت گوش به این لاطائلات بدهند بندگان نیز ناچاریم خود را به صورت محمد رشید بانه درآوریم تا دولت از ما طرفداری کند از اولیای امور استدعا می‌شود بیش از این موجبات تقویت محمد رشید بانه که یک نفر اجنبی است و حق دخالت در کارهای این منطقه را ندارد فراهم ندارد.

### سنندج
در سنندج مردوخ کردستانی که آوازه‌ای در میان مردم منطقه داشت از مخالفان آشکار شخص قاضی محمد و جمهوری مهاباد بود، ملا صدیق پیش نماز مسجد عباس‌آقا در مهاباد نیز از بیدادگران مردم در برابر توطئه‌های قاضی محمد و همراهانش بود و هم چنین ملا محمد دربکی و شیخ عبدالرحیم باقروند از فعالان و مخالفان دار و دستهٔ قاضی محمد به‌شمار می‌رفتند. فتوای ملا خلیل علیه کشف حجاب رضاشاه و اعلام ارتداد قاضی محمد و همراهانش نیز توسط او و سایر علمای آن زمان صورت گرفت.
منطقهٔ اردلان و کرمانشاه گروس و ایلام هرگز با قاضی محمد هم‌سو نشدند و قاضی محمد هم هرگز در منطقه اردلان به مرکزیت سنندج و مناطق شیعه نشین کرمانشاه و ایلام به عنوان مهم‌ترین کانون‌های شهری و پرجمعیت‌ترین مناطق کردنشین نتوانست حامی پیدا کند. عمده حوزهٔ فعالیت این جمهوری تنها در شهر مهاباد به واسطه حضور نیروهای نظامی جماهیر شوروی بود.

### ایل منگور
در زمان اعلام مرتد خواندن قاضی و همراهانش در سردشت حدود یکصد نفر از اهالی به همراه عشایر علیه دموکرات‌ها وارد عمل می‌شوند که قاضی محمد طی تلگرافی به تاریخ ۹ آذر ۱۳۲۵ نگرانی خود را به دولت مرکزی ایران اعلام می‌کند. شکاک‌ها و هرکی‌ها در مناطق اطراف ارومیه و تبریز آماده حمله و تصرف مهاباد می‌شوند. منگورها و منطقه ترگه‌ور و مرگه‌ور و غیره از همان روز اول اعلام آمادگی جهت انهدام حکومت وی را کرده بودند.

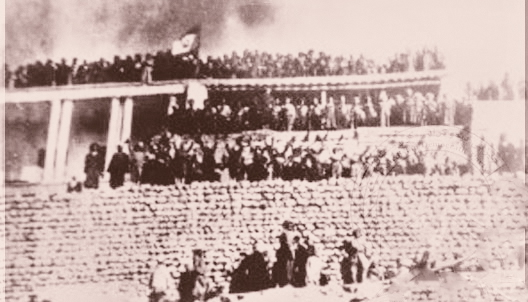
نصب پرچم جمهوری مهاباد در بوکان

### بوکان
استفاده از واژه کُردستان (که دربرگیرنده همه مناطق کُردنشین با وسعت جغرافیایی بزرگی است) برای این حکومت با واقعیت‌های تاریخی آن زمان هم‌خوانی ندارد. این جمهوری در شهرهای اطراف خودش هم به‌طور کامل قدرت و تسلط نداشته است. به عنوان نمونه در شهر بوکان (۷۰ کیلومتری شرقی مهاباد)، کُردهای زیادی مخالف آن بودن و این جمهوری را دست نشانده شوروی می‌دانستند. چندی نگذشت کُردهای همین منطقه با سرتیپ حاجعلی رزم‌آرا فرمانده نیروهای ایران در کُردستان تماس گرفتند. امیراسعد رئیس ایل دهبکری‌ها و خانوادهٔ ایلخانی‌زاده‌ها که قدرت و نفوذشان در بوکان بود نیز در رقابت با قاضی محمد بودند. زمانی که پرچم جمهوری مهاباد در قلعه سردار بوکان نصب شد، مدت زیادی طول نکشید که با مخالفت گروه‌های مختلفی از کُردها در این شهر مواجه شد و آن را از ساختمان این قلعه پایین آوردند.
گزارش کنسولگری آمریکا در تبریز در تاریخ ۱۵ آذر ۱۳۲۴ در مورد این منطقه:
گزارش شده که شوروی‌ها در بوکان به کُردها فرمان داده‌اند که برای عملیات در منطقه مراغه علیه قوای دولتی مسلح شوند، ولی آن‌ها از اجرای این فرمان خودداری کردند. در مورد امتناع کُردها از پذیرش فرمان شوروی‌ها مبنی بر دست بردن به اسلحه از دیگر نقاط نیز داستان‌های مشابهی واصل شده، ولی گزارش شده که کُردهای بارزانی که در ایران پناه گرفتند و کاملاً بسیج شده‌اند.
بخشی از نامهٔ عبدالله‌خان ایلخانی‌زاده رئیس طایفه دهبُکری بوکان:
هرگاه سیاست اجازه دهد و دولت مقتضی بداند، اوضاع برای یکسره نمودن کار مهاباد با کمک عشایر فداکار خیلی مناسب می‌باشد که به وجه احسن به نفع دولت خاتمه پیدا می‌کند و غیر از بارزانی‌ها کسی در بساط نیست.
برخی از کُردها از آنجایی که جمهوری مهاباد را دست نشانده شوروی و حتی مستعمره شوروی می‌دانستند، و برخی دیگر خواستار بهم خوردن رابطه با تهران نبودند.
به جز معدودی از اهالی مهاباد و برخی از خاندان فیض‌الله‌بیگی در بوکان، سایر کُردها دل خونی از فرقهٔ دمکرات کُردستان و شخص قاضی محمد داشتند. نمونهٔ این دل‌های آزرده‌خاطر ابراهیم محمودیان بود که برادرش غفور محمودیان از سوی نماز علی‌اوف و قاضی محمد ترور شده بود.
به علاوه، اختلاف‌هایی نیز در مورد شهرهای با جمعیت مشترک کُرد و آذری با حکومت خودمختار آذربایجان به‌وجود آمده بود. در آوریل سال ۱۹۴۶، قاضی محمد به دستور شوروی‌ها به تبریز رفت تا با حل اختلافات کُردها و آذری‌ها را بتوانند جبهه متحد علیه تهران را به وجود آورند.

## پیامدهای فروپاشی و سقوط جمهوری مهاباد
اتحاد جماهیر شوروی سوسیالیستی در اردیبهشت سال ۱۳۲۵ با فشار دولت‌های غربی، نیروهای نظامی خود را از ایران خارج کرد و بدین ترتیب این اقدام جماهیر شوروی و اعزام هم‌زمان نیروهای ارتش ایران مهم‌ترین علت سقوط دولت‌های مهاباد و تبریز بود. قاضی محمد برای مقابله با ارتش ایران، جز چند واحد عشایری به صورت پراکنده نیروی دیگری نداشت و در وضعیت بحرانی به سر می‌برد.
در آذرماه ۱۳۲۵ ارتش به فرقه دموکرات آذربایجان حمله کرد و قوای فرقه دموکرات در طول ۲۴ ساعت در هم شکستند. با شکست نیروهای دموکرات آذربایجان در گردنه قافلانکوه در شب ۱۹ آذر، جمهوری مهاباد شوروی افول کرد و دو روز بعد، برادر قاضی محمد؛ صدر قاضی به قصد ملاقات با سرلشکر همایونی به میاندوآب رفت. این دیدار به قصد زمینه‌سازی در جهت استقرار مسالمت آمیز نیروهای ارتش ایران در منطقه مهاباد بود. در فرجام این دیدار، قرار شد نیروهای بارزانی از مهاباد خارج شوند و قوای دولتی در آن محدوده مستقر شوند.
بارزانی‌ها عقب‌نشینی کردند و نیروهای ارتش به سمت مهاباد به حرکت درآمدند. در این هنگام نیروهای نامنظم ایلی من جمله؛ واحدهای دهبوکری، مامش و منگور که از ابتدا با جمهوری مهاباد و شخص قاضی محمد مخالف بودند، به عنوان طلایه دار، قوای دولتی را همراهی کردند. اما به دلیل مخالفت یکی از نمایندگان قاضی محمد، قوای عشایری مخالف جمهوری مهاباد، به دستور فرماندهان نظامی ارتش متوقف شدند و ارتش وارد مهاباد شد. تا چند روز روابط دوستانه ای میان فرماندهان ارتش و سران دولت مهاباد برقرار بود، اما به یکباره ورق برگشت و در روز ۲۶ و ۲۷ آذر ارتش شروع به دستگیری سران جمهوری ساقط شده کرد.
قاضی محمد و پسرعمویش سیف قاضی نیز دستگیر و روانه زندان شدند. با دستگیری و بازداشت سران جمهوری مهاباد، مقامات ارتش که دیگر کنترل مهاباد را به دست گرفته بودند، از تمامی کسانی که از بازداشتی‌ها شکایت داشتند، تقاضا کردند که مدارک خود را جهت پیگیری به ارتش ارائه دهند.
سقوط حکومت
ارتش نهایتاً در ۲۴ آذر ۱۳۲۵ این جمهوری را سرنگون کرد و نخستین رهبر حزب دموکرات و رئیس‌جمهور وقت یعنی قاضی محمد را به همراه بسیاری دیگر (همچون حامد مازوجی) در میدان مرکزی شهر مهاباد به دار آویخت. اعدام‌های دیگری در سقز و سایر شهرها نیز صورت گرفت. سایر اعضای حزب نیز یا زندانی شدند یا موفق شدند به خارج و به ویژه به مناطق کردنشین شمال عراق بگریزند.
حاجی باباشیخ نخست‌وزیر این حکومت به دلیل احترام و نفوذ خانوادگی زیادی که وی در میان مردم کردستان داشت و رابطه نزدیک او با رضاشاه در دوره قاجار و همچنین تهدیدهایی که از طرف شیخ محمود حفید از کردستان عراق به حکومت محمدرضا شاه شده بود، محمدرضا شاه وی را اعدام نکرد.
پس از فشارهای بین‌المللی و قرارداد قوام-سادچیکف بین دولت وقت ایران با اتحاد جماهیر شوروی، دولت شوروی اعلام کرد که نیروهایش را از مناطق اشغال شده خارج می‌کند. این کار باعث می‌شد که حکومت خودمختار آذربایجان و جمهوری مهاباد شوروی بدون پشتیبان شوند. استالین نیز در نامه ای به رهبران آذری و کُرد اعلام کرد که قوام به عنوان نخست‌وزیر می‌تواند که قوای نظامی ایران را به هر کجای کشورش، از جمله آذربایجان بفرستد و حضور قوای شوروی دیگر توجیهی ندارد.
از این رو جمهوری مهاباد شوروی تنها ۱۱ ماه دوام آورد و با ورود ارتش شاهنشاهی ایران به مهاباد پایان گرفت.

## هشدار ترومن به استالین
در ۱ فروردین ۱۳۲۵ ترومن رئیس‌جمهور آمریکا، استالین را تهدید کرد که چنانچه دستور خروج نظامیان روس را از ایران صادر نکند، آمریکا نیز در ایران مداخله نظامی خواهد کرد.

## روایت حزب دمکرات کردستان ایران
در دهه‌های اخیر، حزب دمکرات کُردستان، ادعا می‌کند مردم مکریان (جنوب استان آذربایجان غربی) نامه‌ای به محمدرضاشاه پهلوی مبنی بر اعدام نکردن و بخشش قاضی محمد نوشته‌اند. این در حالی است، نامه‌ای تاریخی از روسای عشایر و کُردهای بوکان و مهاباد وجود دارد که خواستار اعدام قاضی محمد و سران وابسته به شوروی شده‌اند. همچنین صلاح الدین مهتدی در مصاحبه‌ای تلویزیونی مربوط به سال ۲۰۱۱ میلادی. نقل می‌کند که پس از فروپاشی جمهوری، از ترس مردم و مخالفتی که مردم مهاباد و بوکان و عشایر با این جمهوری داشتند. خانواده‌اش به تهران مهاجرت کردند.

## نگارخانه

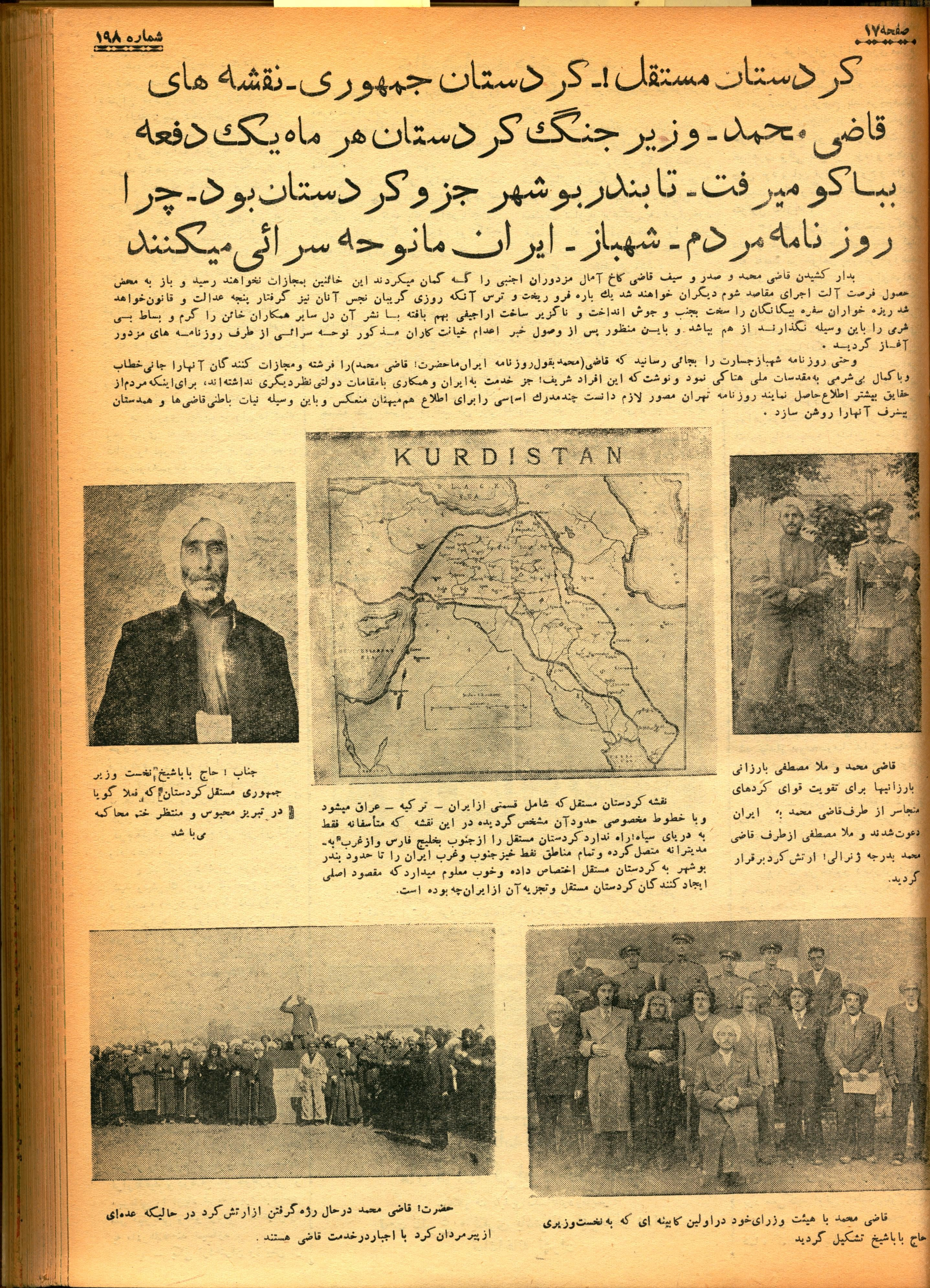
مجله هفتگی تهران مصور - اردیبهشت سال ۱۳۲۶ - نقشه کردستان بزرگ و مستقل در مهاباد
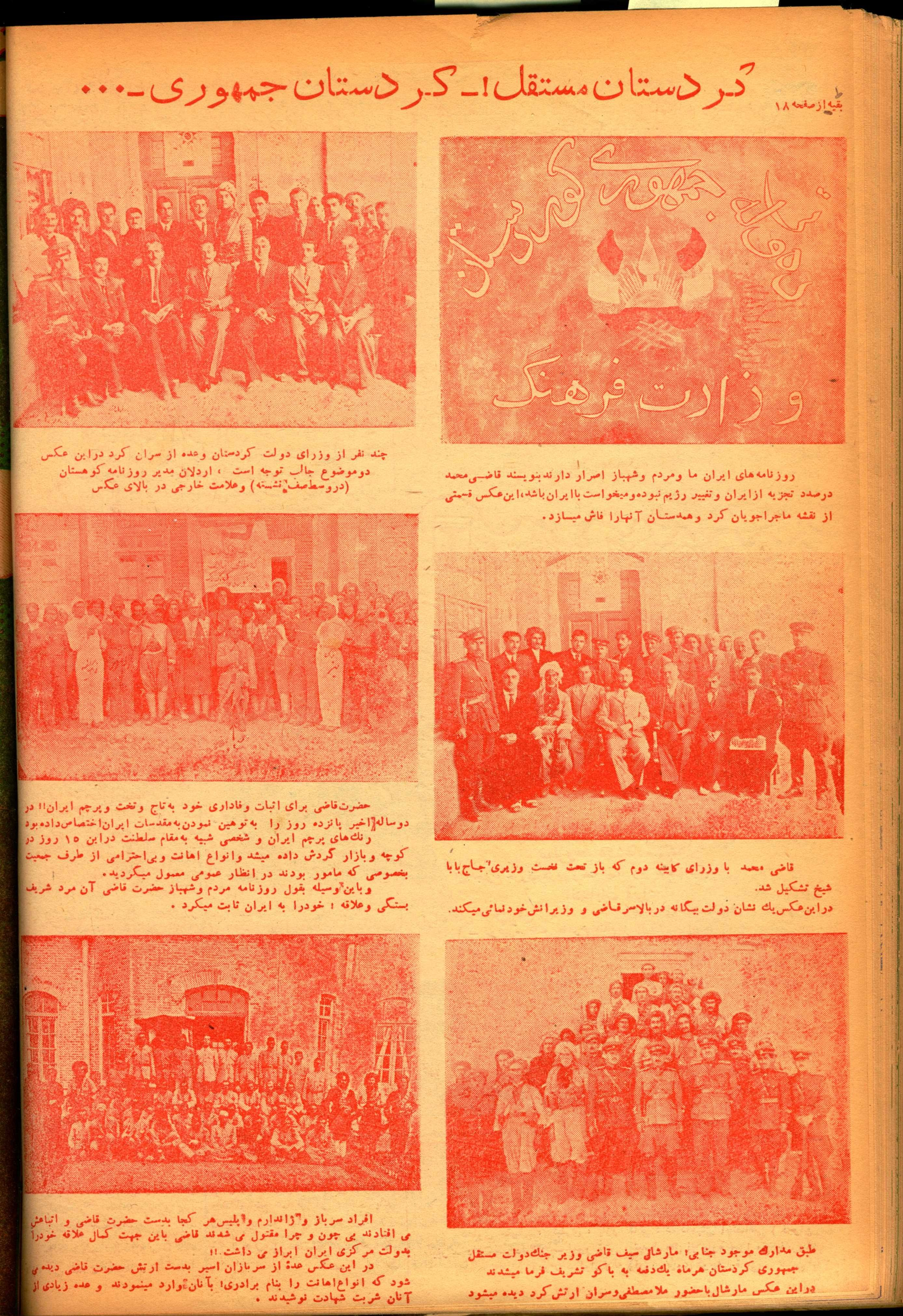
مجله هفتگی تهران مصور - اردیبهشت سال ۱۳۲۶ - لباس و نشانه‌های دولت‌های بیگانه (شوروی) در مهاباد
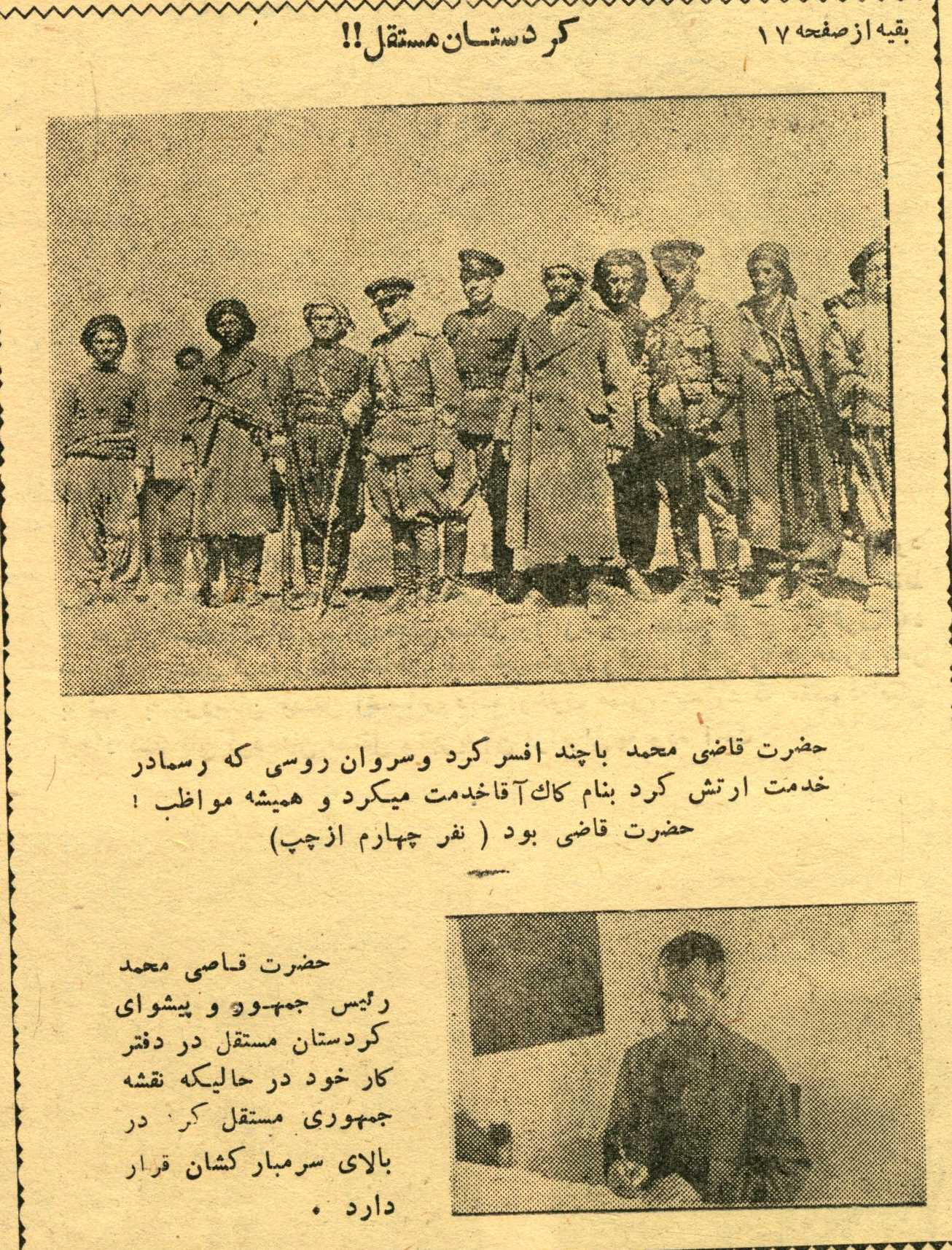
مجله هفتگی تهران مصور - اردیبهشت سال ۱۳۲۶ - مراقبت شوروی از حضرت قاضی
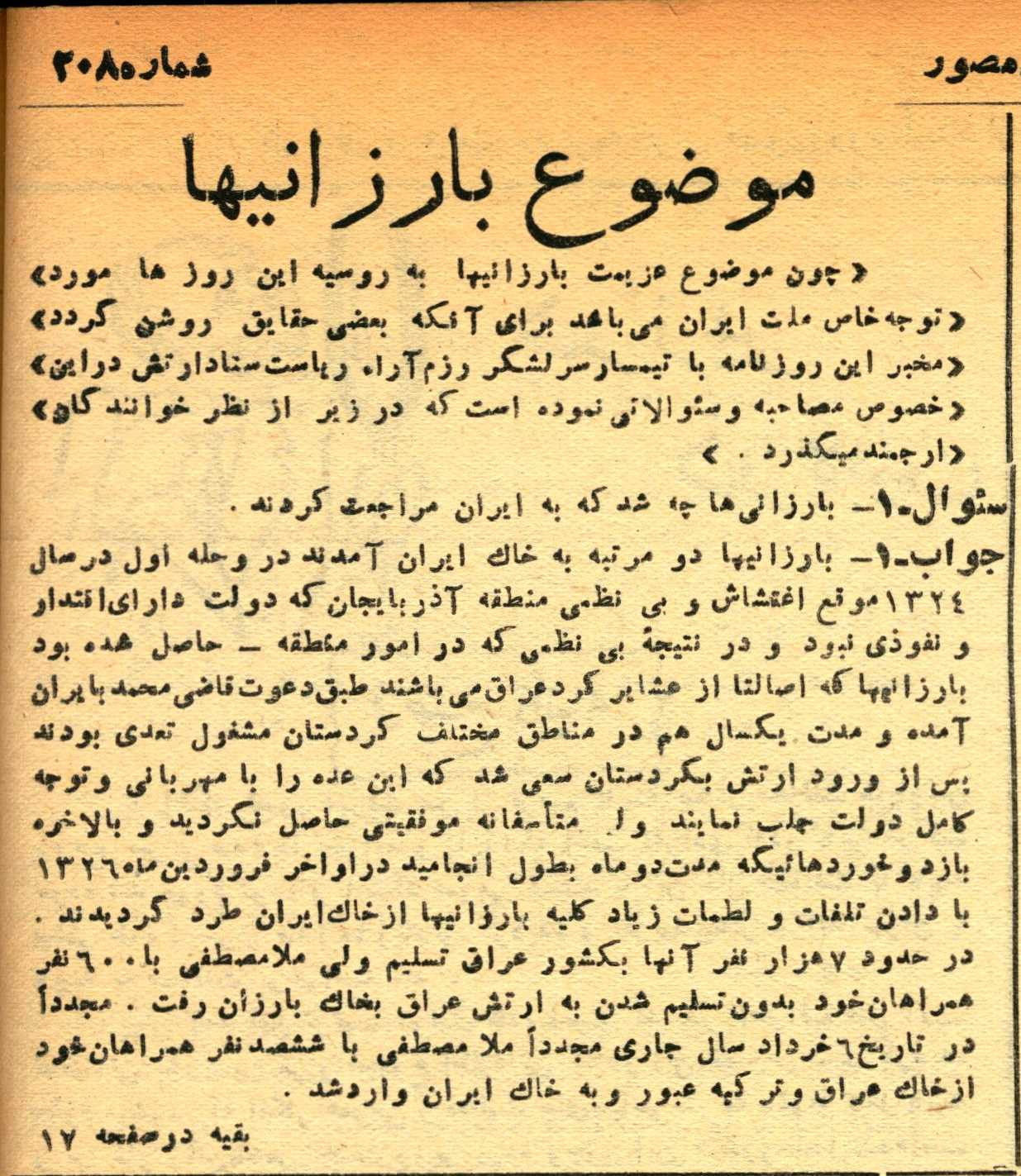
مجله هفتگی تهران مصور - اردیبهشت سال ۱۳۲۶ - بازارانی‌ها
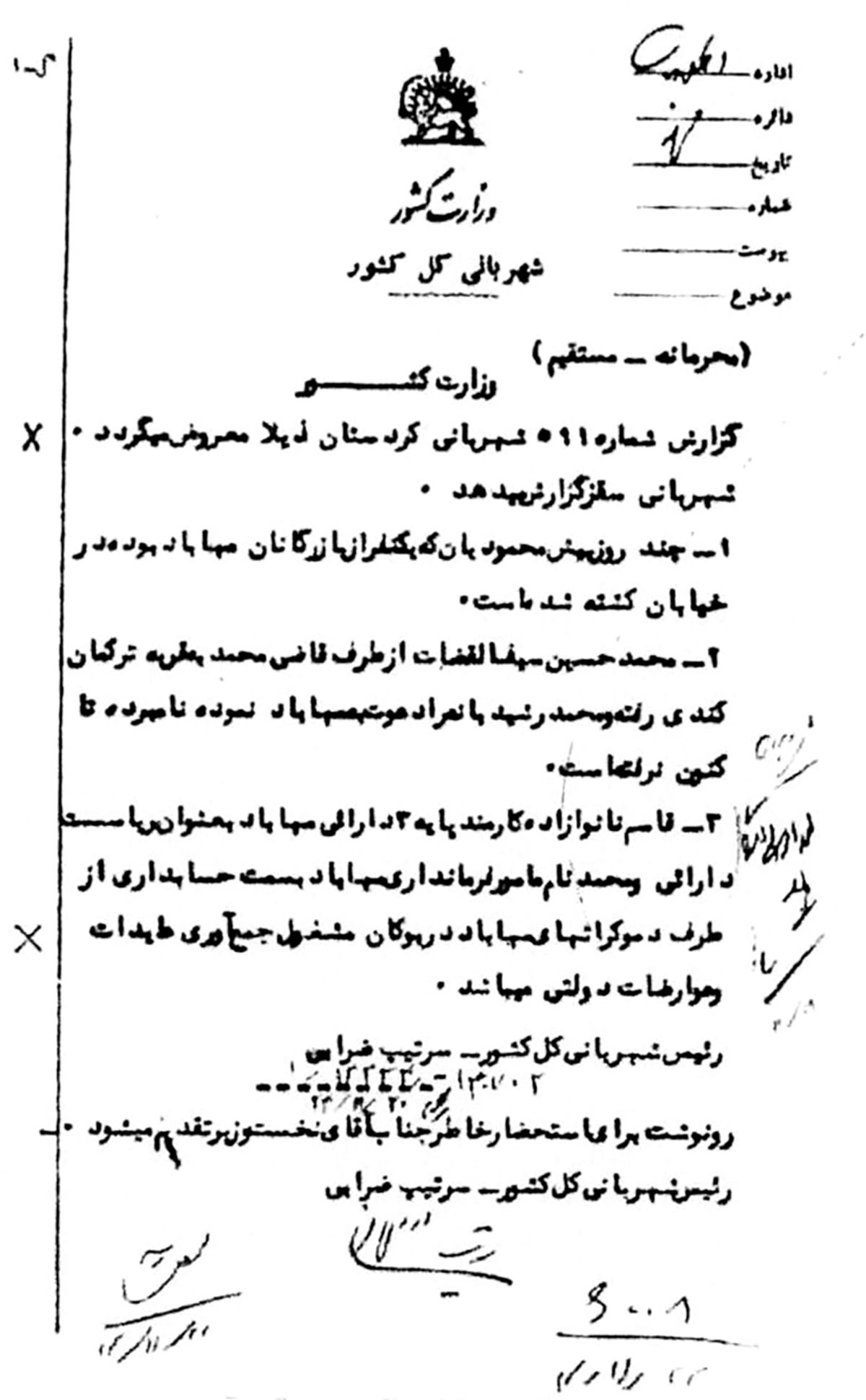
نامه محرمانه به وزارت کشور در ارتباط با تحرکات خانواده قاضی و جمع‌آوری عایدات و عوارضات دولتی توسط عوامل جمهوری مهاباد در بوکان.
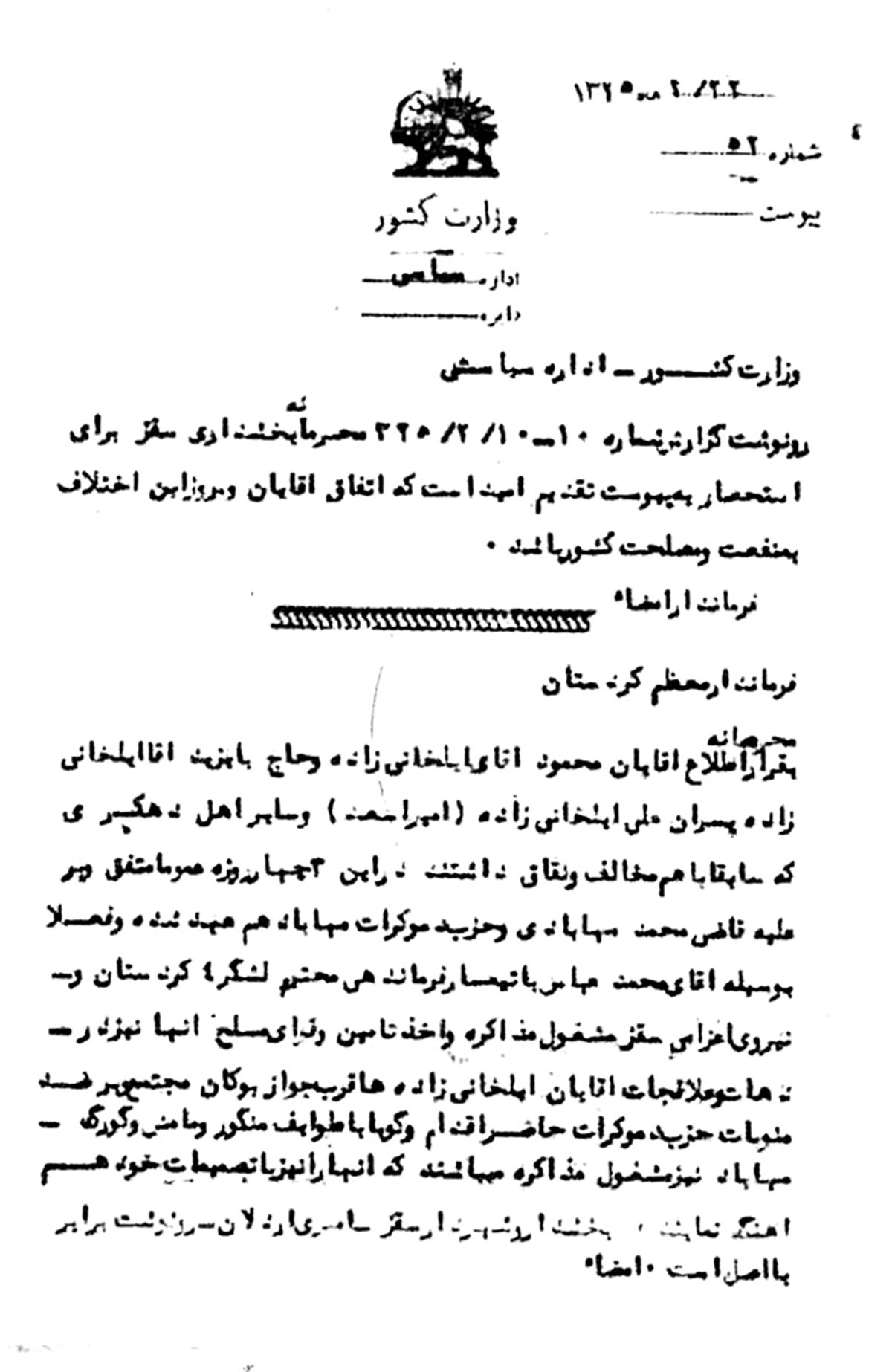
نامه محرمانه وزارت کشور به فرمانداری کردستان ارتباط با تسلیم و هم سو شدن عشایر دهبکری و منگور در بوکان با لشکر کردستان (ارتش).
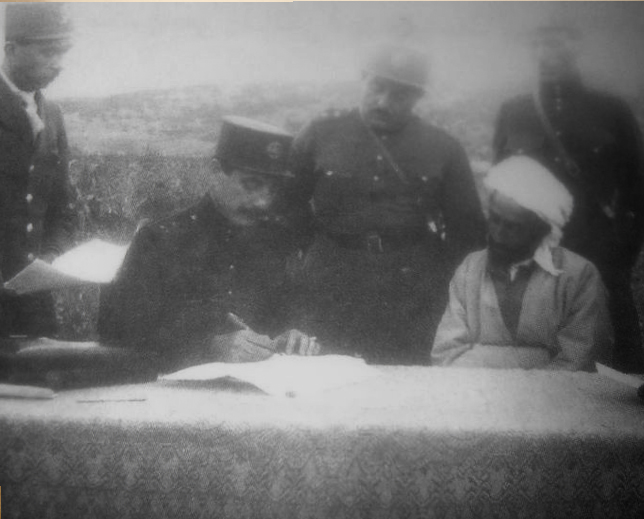
امضای نامه تسلیم توسط حاجی باباشیخ (نخست‌وزیر جمهوری مهاباد) و سرتیپ سیف افشار و سرلشکر همایونی (فرمانده لشکر بازسازی شده کرمانشاه و سنندج برای عملیات آزادسازی مهاباد).

## کتابشناسی
- برزویی، مجتبی (۱۳۷۸). اوضاع سیاسی کردستان از 1258 تا 1325 هـ. ش. تهران: فکر نو. شابک ۹۶۴۶۸۷۰۰۲۳.

1. The Republic of Kurdistan: Fifty Years Later," International Journal of Kurdish Studies, 11, no. 1 & 2، (1997).
2. The Kurdish Republic of 1946, William Eagleton, Jr. (London: Oxford University Press, 1963)
3. Moradi Golmorad: Ein Jahr autonome Regierung in Kurdistan, die Mahabad-Republik 1946–1947 in: Geschichte der kurdischen Aufstandsbewegungen von der arabisch-islamischen Invasion bis zur Mahabad-Republik, Bremen 1992, ISBN 3-929089-00-9
4. M. Khoubrouy-Pak: Une république éphémère au Kurdistan, Paris u.a. 2002, ISBN 2-7475-2803-0
5. Archie Roosevelt, Jr. , "The Kurdish Republic of Mahabad" , Middle East Journal, no. 1 (ژوئیه ۱۹۴۷), pp. 247-69.
6. The Kurds: People without a country, Encyclopedia Britannica
7. Meiselas, Susan Kurdistan In the Shadow of History, Random House, 1997. ISBN 0-679-42389-3
8. McDowall, David A Modern History of the Kurds, I. B. Tauris, 1996 (Current revision at May 14, 2004). ISBN 1-86064-185-7
9. Yassin, Burhaneddin A. , Vision or Realty: The Kurds in the Policy of the Great Powers, 1941–1947, Lund University Press, Lund/Sweden, 1995. ISSN 0519–9700، ISBN 91-7966-315-X Lund University Press. ou ISBN 0-86238-389-7 Chartwell-Bratt Ltd.
10. Масуд Барзани. Мустафа Барзани и курдское освободительное движение. Пер. А. Ш. Хаурами, СПб, Наука, 2005. (روسی)
11. М. С. Лазарев. Курдистан и курдский вопрос (1923-1945). М. , Издательская фирма «Восточная литература» РАН, 2005. (روسی)
12. Жигалина О. И. Национальное движение курдов в Иране (1918-1947). М. , «Наука» , 1988. (روسی)
13. История Курдистана. Под ред. М. С. Лазарева, Ш. Х. Мгои. М. , 1999. (روسی)
14. Муртаза Зарбахт. От Иракского Курдистана до другого берега реки Аракс. Пер. с курдск. А. Ш. Хаурами. М. -СПб, 2003. (روسی)